# Wilhelm Zöhrer
Wilhelm Zöhrer OSB (gebürtig Friedrich Josef Zöhrer; * 8. März 1871 in Leibnitz; † 21. März 1936 in Graz) war ein österreichischer Benediktiner, der von 1922 bis zu seiner Resignation im Jahre 1931 Abt der Abtei St. Lambrecht war. Da mit Wilhelm Blaindorfer einige Jahre später ein weiterer Abt mit dem Ordensnamen Wilhelm im Amt war, wurde Zöhrer nach der Amtsübernahme von Blaindorfer auch oftmals als Wilhelm I. geschrieben.

## Leben
Zöhrer wurde am 8. März 1871 als Sohn von Josef Alois Zöhrer und dessen Ehefrau Rosalia (geborene Ertl) in Leibnitz geboren und am 10. Oktober 1894 als Novize im Stift St. Lambrecht eingekleidet. Am 7. Juli 1897 legte der damals 26-Jährige die feierliche Profess ab und wurde nur elf Tage später, am 18. Juli 1897, zum Priester geweiht. Nachdem er von Oktober 1898 bis September 1900 als Lehrer am Privatgymnasium des Stifts, sowie als Stiftsprediger tätig gewesen war, ging er als Kaplan in die Veitsch und im Jahre 1902 nach Lind bei Scheifling. 1905 kam er wieder zurück ins Stift, wo er in den nachfolgenden 15 Jahren als Wirtschaftsverwalter, sowie Hof- und Waldmeister tätig war. In diese Zeit fielen mitunter der Erste Weltkrieg und die Nachkriegszeit. Für einige Zeit war Zöhrer zudem Mitglied der Bezirks- und Gemeindevertretung und war Obmann der landwirtschaftlichen Filiale St. Lambrecht. In der bereits erwähnten Kriegszeit und der damit verbundenen Zwangswirtschaft war er zudem der Getreidekommissär für die Gemeinde St. Lambrecht. Wie auch sein Vorgänger als Abt von St. Lambrecht, Severin Kalcher, wurde Zöhrer im Jahre 1920 zum Ehrenbürger von Sankt Lambrecht ernannt.
Im April 1920 wurde Zöhrer, der auch regelmäßig Artikel in Fachzeitschriften publizierte, von seinen Aufgaben in St. Lambrecht entbunden und als Pfarrvikar nach Seewiesen versetzt. Nach zwei Jahren kehrte er jedoch wieder von hier zurück und übernahm nach dem Ableben des bisherigen Abtes, dem bereits erwähnten Severin Kalcher, das Amt des Abts des Stiftes. Als Abt wurde er am 5. Juli 1922 unter dem Vorsitz von Abtpräses Amand Oppitz vom Schottenstift in Wien zum Abt des Stiftes St. Lambrecht gewählt und am 7. August 1922 von Leopold Schuster, dem Fürstbischof von Seckau (heute: Diözese Graz-Seckau) benediziert. Weitere zwei Jahre später wurde Zöhrer im Jahre 1924 zum fürstbischöflichen Konsistorialrat ernannt. Aufgrund der desolaten wirtschaftlichen Lage des Stiftes während der Weltwirtschaftskrise und einer Windwurfkatastrophe in den Stiftswäldern resignierte Zöhrer am 20. Oktober 1931. Seine nur kurzzeitige Nachfolge trat daraufhin Viktorin Weyer als vorläufiger Administrator der Abtei an.
Am 21. März 1936 starb Zöhrer an den Folgen einer Urosepsis in Verbindung mit einer Kachexie im Krankenhaus der Barmherzigen Brüder in Graz.